# Nordsjövarvet
Nordsjövarvet (finska: Vuosaaren telakka) var ett finländskt skeppsvarv i Nordsjö i Helsingfors, som anlades i början av 1970-talet av Valmet. Det sista av 33 byggda fartyg levererades 1987, varefter nybyggnadsverksamheten lades ned. Torrdockan användes därefter sporadiskt fram till omkring 2004.

## Historik
Nordsjövarvet har sina rötter i Statens varv på Skatudden i Helsingfors, som grundades 1918 efter Finlands självständighet för att underhålla och reparera fartyg för Finlands flotta. 
Nordsjövarvet anlades efter ett beslut i Finlands riksdag 1971 för att ersätta det Valmetägda Skatuddens varv, som inte hade kapacitet att bygga båtar över omkring 10.000 ton och som inte var utbyggbart. 
Nordsjövarvet anlades 1971–1974 och startade sin verksamhet 1974 och var i drift under tjugo års tid. År 1979 färdigställdes de sista stora tankfartygen ur en serie som beställts av ett norskt rederi. Efter detta upphörde orderna till varvet till följd av den världsomspännande lågkonjunkturen för varvsindustrin. Varvet överfördes 1987 till det nya Wärtsilä Marinindustri, som omedelbart tog beslut om att lägga ned nybyggnadsverksamheten. 
Wärtsilä, och senare från 1989 Masa-Yards, har ibland använt området som reparationsvarv ända fram till början av 2000-talet. 
Driften av varvet avslutades i början av 2000-talet efter att anläggningen av Nordsjö hamn påbörjades. Torrdockan var 56 meter bred och 9,5 meter djup, men bara 260 meter lång från början. Under den tid hamnen anlades beslöts att förlänga den till 380 meter för att kunna användas för de nya större oljetankfartygen som började tillverkas. Vid varvet kunde fartygsdelar på upp till 500 tons vikt byggas i fabrikshallarna och lyftas ut till byggbassängen med fyra 150-tonskranar. Valmet flyttade också sina två flytdocker på 5.000 respektive 12.000 ton från Skatudden till Nordsjö. En mellanport i byggdes 1984 för att kunna en del av dockan samtidigt som den andra delen vattenfylldes. 
Mellan 1974 och 1987 byggde Nordsjövarvet 33 nya fartyg, inklusive fyra oljetankers för norska rederiet Klaveness 1977–1979 och den första stora kryssningsfärjan M/S Birka Princess för Birka Line 1986. Flertalet nybyggen byggdes för Sovjetunionen. 
Det tidigare varvsområdet upptas idag av kommersiell verksamhet samt Nordsjöhamnen.